# Banyo (Camerún)
Banyo es una comuna camerunesa perteneciente al departamento de Mayo-Banyo de la región de Adamawa.
En 2005 tiene 93 880 habitantes, de los que 30 789 viven en la capital comunal homónima.
Se ubica en el suroeste de la región, sobre la carretera N6. Su territorio es fronterizo con el estado nigeriano de Taraba.

## Localidades
Comprende, además de la ciudad de Banyo, las siguientes localidades:
- Allat Toutawal
- Altine
- Assawé
- Bani
- Bonhari
- Boudjounkoura
- Djem
- Goum Foulbé
- Goum-Katarko
- Hore Taram-Kila-Torbi
- Hore-Taram-Foulbé
- Koui-Djamnati
- Labare Djaoro Seini
- Lassel
- Mayo Dourou
- Mayo Mbana
- Mayo Nyalan
- Mayo Voure
- Mayo-Badji-Foulbé
- Mayo-Bantahi
- Mayo-Banyo-Bariki
- Mayo-Boutaly
- Mayo-Forou
- Mayo-Gassanguel
- Mayo-Kelele
- Mayo-Lelewal
- Mayo-Loum
- Mayo-Poutchou
- Mbah
- Mbamti Katarko
- Mbamti-Djoumbare
- Mbamti-Laïnde
- Mbamti-Ndipele
- Mbamti-Laïnga
- Mbassewa Wawa
- Mbenguedje Wawa
- Mbenguedje-Foulbé
- Mbitti
- Ndiwawa
- Ndognam-Foulbé
- Ngandoua Wawa
- Ngnaledji
- Niyara
- Nyawa
- Oumyari Foulbé
- Oumyari-Wawa
- Pouttouel
- Sagol So
- Sambolabo
- Sambolabo Ladde
- Sebore-Pah
- Seoudi
- Sisim
- Tapawa Foulbé
- Tapawa-Wawa
- Taram Katarko
- Taram Mbadjam
- Taram Siri
- Taram Yabang
- Taram-Yabang-Foulbé
- Tchabbal Ngnagniri
- Toukouroua